# Everton Weekes
Pour les articles homonymes, voir Weekes et De Courcy.
Everton DeCourcy Weekes est un joueur de cricket et dirigeant sportif barbadien né le 26 février 1925 à Saint Michael et mort le 1er juillet 2020. 

## Biographie
Ce batteur débute avec l'équipe de Barbade en 1945 puis dispute son premier test-match en 1948 avec la sélection des Indes occidentales, qui représente divers territoire des Caraïbes, dont Barbade, au niveau international. Weekes est, avec ses compatriotes Frank Worrell et Clyde Walcott, l'un des « trois W » : nés à quelques mois d'intervalle à quelques hectomètres de distance, ils sont les principaux batteurs de l'équipe des Indes occidentales au cours des années 1950. Il dispute un total de 51 test-matchs avec la sélection, le dernier en 1958. Il est anobli pour services rendus au cricket en 1995.

## Honneurs
- Un des cinq Wisden Cricketers of the Year de l'année 1951.
- Anobli en 1995[2].
- Membre de l'ICC Cricket Hall of Fame depuis 2009 (membre inaugural)[3].

## Sélections
- 51 sélections en test cricket de 1948 à 1958.